# Louis Glineux
Louis Glineux (* 10. Dezember 1849 in Dour; † unbekannt) war ein belgischer Bogenschütze.
Druart trat bei den Olympischen Spielen 1900 in Paris im Wettbewerb Sur la perche à la pyramide, einem Mastschießen der Bogenschützen an und belegte den dritten Rang, womit er als Bronzemedaillengewinner geführt wird.